# 財政部金融事務秘書
財政部金融事務秘書，是英国财政部內非內閣大臣中第二重要的官員，僅次於財政部主計長。
現時擔任此職的是國會議員安德魯·格里菲斯。

## 職責
財政部金融事務秘書是主管稅務政策及海关事務的國務大臣，具體職務包括：
- 領導英國稅制，如直接、間接、企業、物業、個人入息稅，
- 公司稅及小型企業稅，
- 增值税，
- 與歐洲及國際的稅務議題，
- 統籌《財務法案》、《全國保險法案》，
- 海關政策，
- 稅務海關總署的策劃和對歐未來關係的實施，
- 代表部門負責主管稅務海關總署、物業估價局（英语：Valuation Office Agency）和政府精算師部（英语：Government Actuary's Department），
- 關稅政策，
- 貿易政策，
- 有關自由港的海關事務支援，
- 基建政策，
- 國家基建，
- 國家基建委員會，
- 基礎設施和項目管理局（英语：Infrastructure and Projects Authority）
- 公共－私人合作關係（Public - Private Partnerships），
- 私人財務倡議（Private Finance Initiatives），以及

- 輔助於議會的公共開支議題。

## 沿革
財政部秘書一職早於1660年便已設立，直至1711年亦只有一位。然而，以應付日漸繁重的工作，該年增至兩名財政部秘書，新設的一職是為「初級財政部秘書」，原職則為「高級財政部秘書」。當高級財政部秘書一職告空缺時，前者即獲晉升。隨時間過去，兩職的職務越趨相異，高級財政部秘書開始由下議院首席黨鞭兼任，亦開始有時被稱作「財政部國會秘書」，初級財政部秘書則為「財政部金融事務秘書」。新的職稱於1830年被正式確立。